# Charles-Pierre-François Cotton
Charles-Pierre-François Cotton, né le 4 décembre 1825 à Saint-Siméon-de-Bressieux et décédé le 25 septembre 1905, est un prélat catholique français, évêque de Valence de 1875 à 1905. Son buste est érigé dans le déambulatoire de la cathédrale Saint-Apollinaire de Valence.

## Biographie

### Opposition aux lois Ferry
Lors de la première guerre des Manuels, la congrégation de l'Index condamne quatre manuels de morale laïque comme contraires aux doctrines chrétiennes et en interdit la lecture. Le ministère des Cultes ayant défendu que ce décret soit lu dans les églises de France, Cotton choisit de passer outre et fait largement diffuser la condamnation dans son diocèse. Sous son impulsion, le diocèse de Valence est l'un des quatre diocèses — avec ceux d'Annecy, d'Albi et de Tulle — où la lutte des catholiques contre l'impiété des manuels est la plus ferme.

## Armes
D'azur à la croix d'or chargée en cœur d'un calice de sable et cantonnée de 12 épis d'or.